# Amoria ryosukei
Amoria ryosukei is een slakkensoort uit de familie van de Volutidae. De wetenschappelijke naam van de soort is voor het eerst geldig gepubliceerd in 1975 door Habe.